# بريد بروناي
إدارة خدمات البريد في بروناي (بالإنجليزية: Brunei Postal Services Department)‏ هي إدارة حكومية مسؤولة عن تقديم الخدمات البريدية في بروناي.

## التاريخ
منذ عام 1984، كانت هذه الإدارة تحت سيطرة وزارة الاتصالات في بروناي. بروناي عضو في الاتحاد البريدي العالمي منذ 15 يناير 1985.

## روابط خارجية
- موقع بروناي بوست الرسمي.